# Jüdisches Museum in Prag

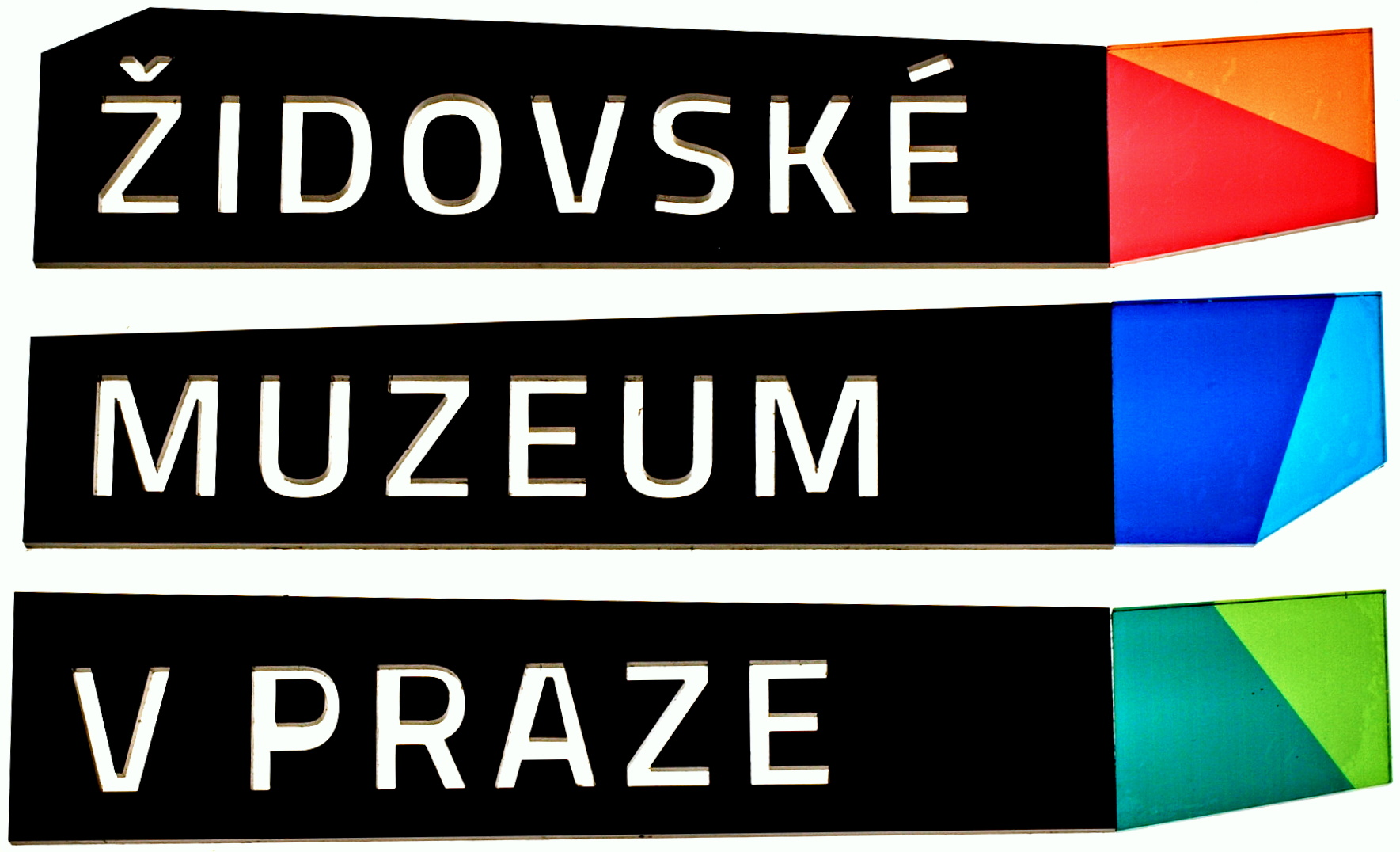
Logo des Jüdischen Museums

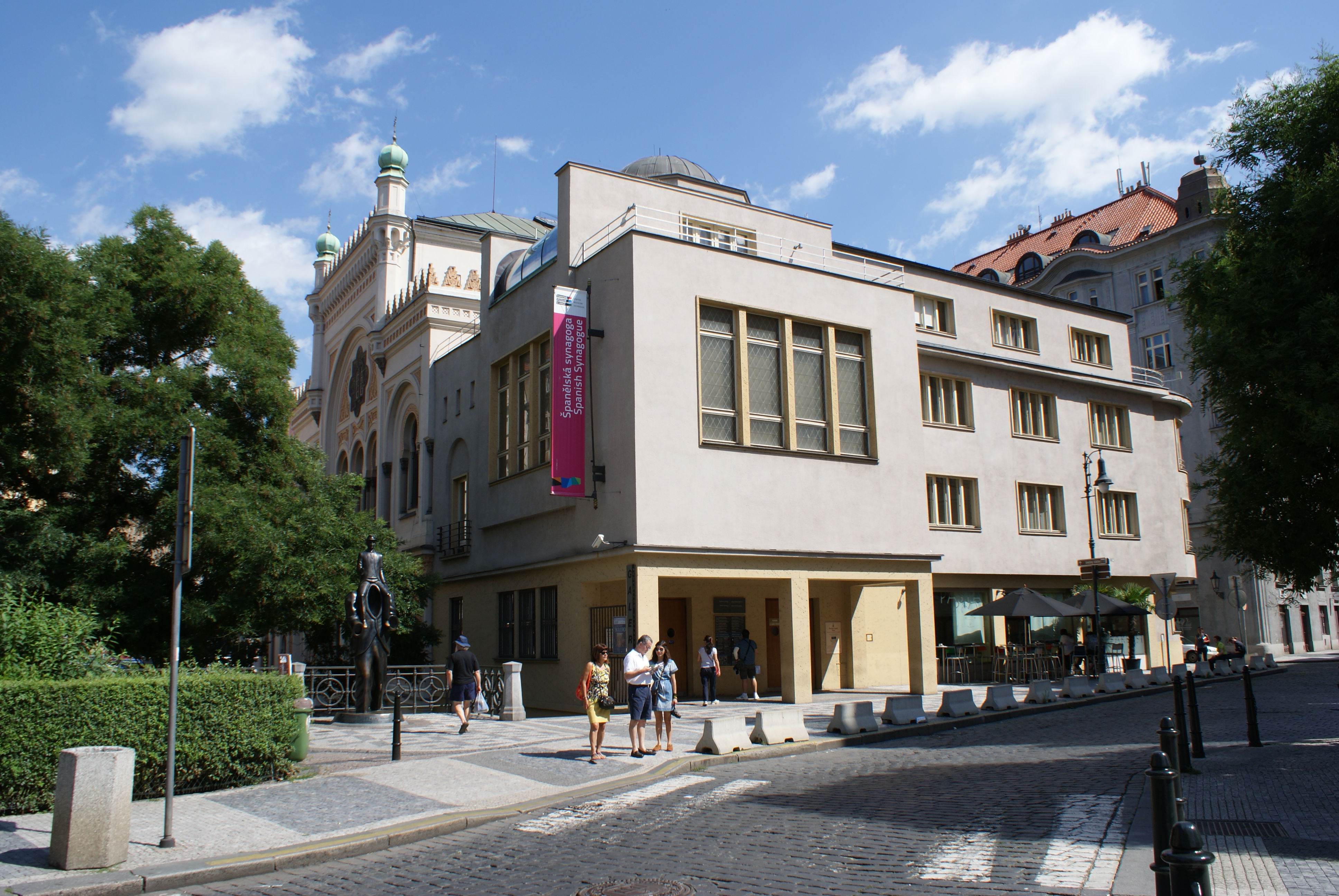
An die Spanische Synagoge angebauter administrativer Gebäudetrakt des Jüdischen Museums

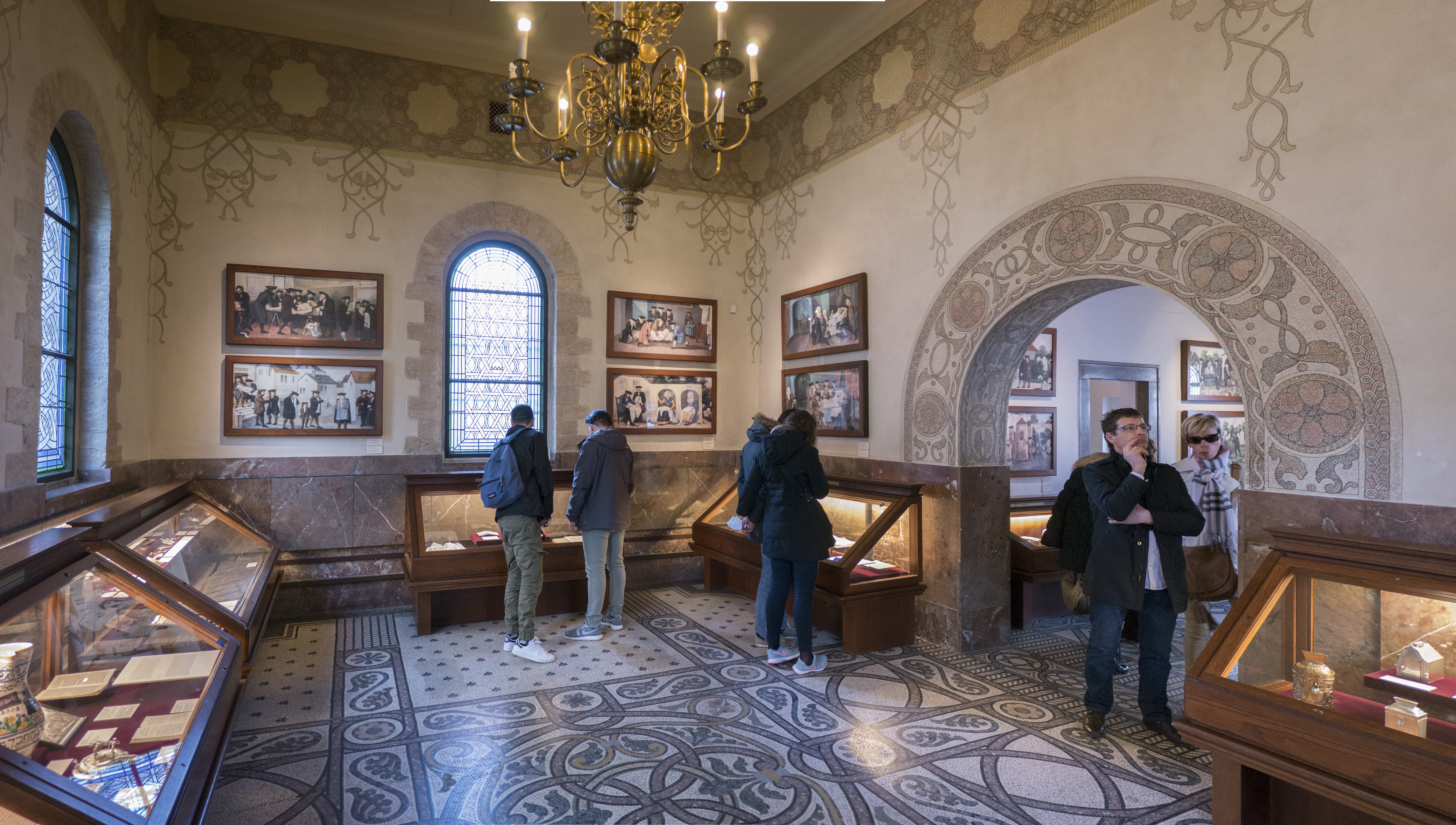
Ausstellungsräume in der jüdischen Zeremonienhalle

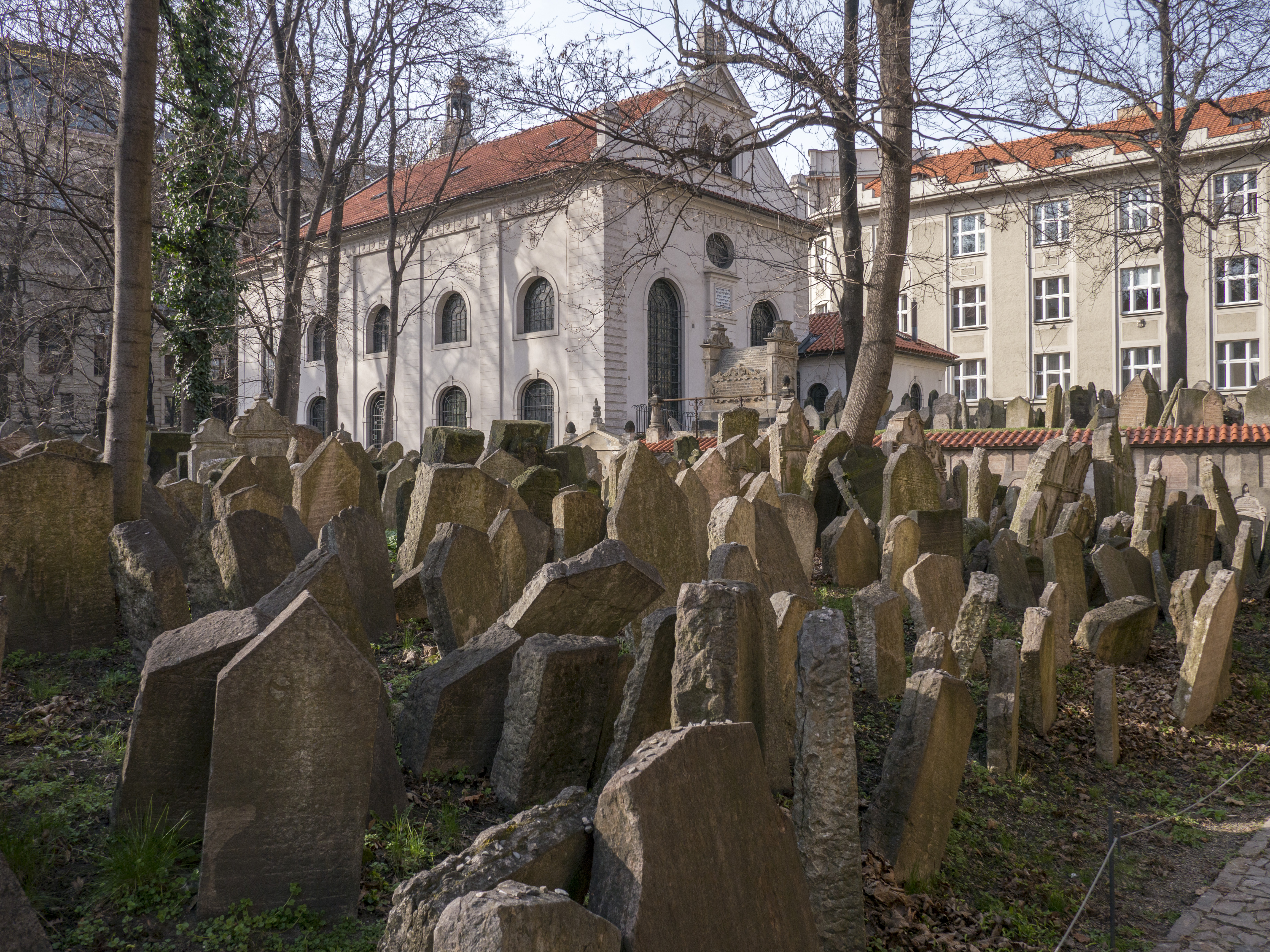
Alter Jüdischer Friedhof mit Klausensynagoge im Hintergrund

Das Jüdische Museum in Prag (tschechisch Židovské muzeum v Praze) im Stadtteil Josefov enthält umfangreiche Sammlungen synagogaler Gegenstände der jüdischen Gemeinden aus Böhmen und Mähren. Es wurde 2017 von rund 660.000 Menschen besucht.
Von 1943 bis 1945 waren die Sammlungen das Jüdische Zentralmuseum der SS.

## Geschichte

### Das Museum 1906–1939
Ein erstes Museum wurde im Jahre 1906 durch den Historiker Hugo Lieben und Augustin Stein, den Vertreter der tschechischen jüdischen Gemeinde und späteren Vorsteher der Jüdischen Gemeinde Prag, gegründet. Ziel war anfänglich die Erhaltung wertvollen Kultgerätes jener Prager Synagogen, die im Zuge der Rekonstruktion der jüdischen Gemeinde Anfang des 20. Jahrhunderts abgerissen wurden.

### Schließung und Wiedereröffnung durch die SS
Mit der deutschen Besetzung von Böhmen und Mähren wurde das Museum am 15. März 1939 geschlossen. Im Zuge der in dieser Zeit erfolgenden Schließungen der Synagogen suchten die dort ansässigen Juden, ihre synagogalen Gegenstände zum Schutz vor Plünderungen nach Prag zu schaffen, um sie zu katalogisieren und zu lagern.
Ein Rundschreiben des Jüdischen Rathauses in Prag aus dem Jahr 1942 mit der Aufforderung an die jüdischen Kultusgemeinden, ihre bewegliche Habe an das Prager Museum zu schicken, führte dazu, dass neben Torarollen auch große Mengen Leuchter, Toramäntel, Toravorhänge sowie der Inhalt ganzer Archive nach Prag gesendet wurden. Auf diese Weise sammelte man ungefähr 100.000 synagogale Gegenstände an, die von bis zu 40 Mitarbeitern katalogisiert wurden.
Das Eichmann-Referat unter Adolf Eichmann errichtete 1942 das Museum als Jüdisches Zentralmuseum zur Sammlung des aus den liquidierten jüdischen Gemeinden und Synagogen Böhmens und Mährens beschlagnahmten sakralen Geräts. Die Gründung erfolgte auf Vorschlag Augustin Steins. Nach zähen Verhandlungen genehmigten die Nazis das Projekt zur Einrichtung des Museums, wenn auch aus völlig anderen Motiven als die Gründer des Museums. Kurz nach der Wannseekonferenz über die Endlösung der Judenfrage restaurierte man in Prag die Synagogen und gliederte sie dem Zentralmuseum an.
SS-Untersturmführer Karl Rahm genehmigte am 30. November 1942 das Exposé der ersten Ausstellung „Jüdisches Leben von der Wiege bis zum Grab“. Ob Rahms Vorgesetzte Adolf Eichmann sowie der in Prag agierende Reinhard Heydrich von dem Projekt Kenntnis hatten, ist nicht dokumentiert. Einer Studie zufolge war die „Gruppe Wirtschaft“ im Amt des Reichsprotektors informiert. Innerhalb von vier Monaten wurde die Ausstellung fertig erstellt und von SS-Sturmbannführer Hans Günther abgenommen, auf dessen Anweisung hin eine Ergänzung um das „blutige Ritual“ des koscheren Schächtens erfolgte. Er veranlasste, dass die Ausstellung lediglich für ihn und sein Gefolge zugänglich war. Übrigen Besuchern blieb sie verschlossen.
Das Jüdische Zentralmuseum wurde von der SS am 6. April 1943 eröffnet.
Insgesamt wurden bis 1944 vier Ausstellungen organisiert. Die fünfte, die das Thema „Geschichte der Juden in Böhmen und Mähren“ tragen sollte, konnte nicht mehr ausgerichtet werden, da zu viele der jüdischen Mitarbeiter, darunter der damalige Leiter Dr. Polak, inhaftiert oder bereits deportiert waren.

#### Motive
Mit der Errichtung des Museums verbanden die jüdischen Akteure die Hoffnung, ihre wertvollen religiösen Gegenstände vor Vandalismus und Plünderung schützen zu können. Man hielt es zunächst für möglich, sie später zurückzuerhalten, eine Perspektive, die mit der fortschreitenden Verfolgung immer unrealistischer erschien.
Über die Motive der Nationalsozialisten ist wenig bekannt, da sie den größten Teil der Unterlagen vor ihrem Abzug aus Prag vernichteten. Gesichert ist lediglich eine vom Januar 1945 stammende Bestätigung des Denkmalschutzes für die Gräber auf dem Alten Jüdischen Friedhof. Der Name „Museum einer untergegangenen Rasse“ erscheint in keiner bekannten Primärquelle.
Die Ausstellung erschöpfte sich nicht in der Reproduktion der herrschenden antisemitischen Propaganda. Sie bot vielmehr einen vergleichsweise realistischen und wissenschaftlich objektiven Einblick in das religiöse Leben der Juden Böhmens und Mährens. Studien legen nahe, dass das Museum zur internen Schulung von SD-Kadern eingerichtet worden ist.

### Neuanfang nach dem Zweiten Weltkrieg

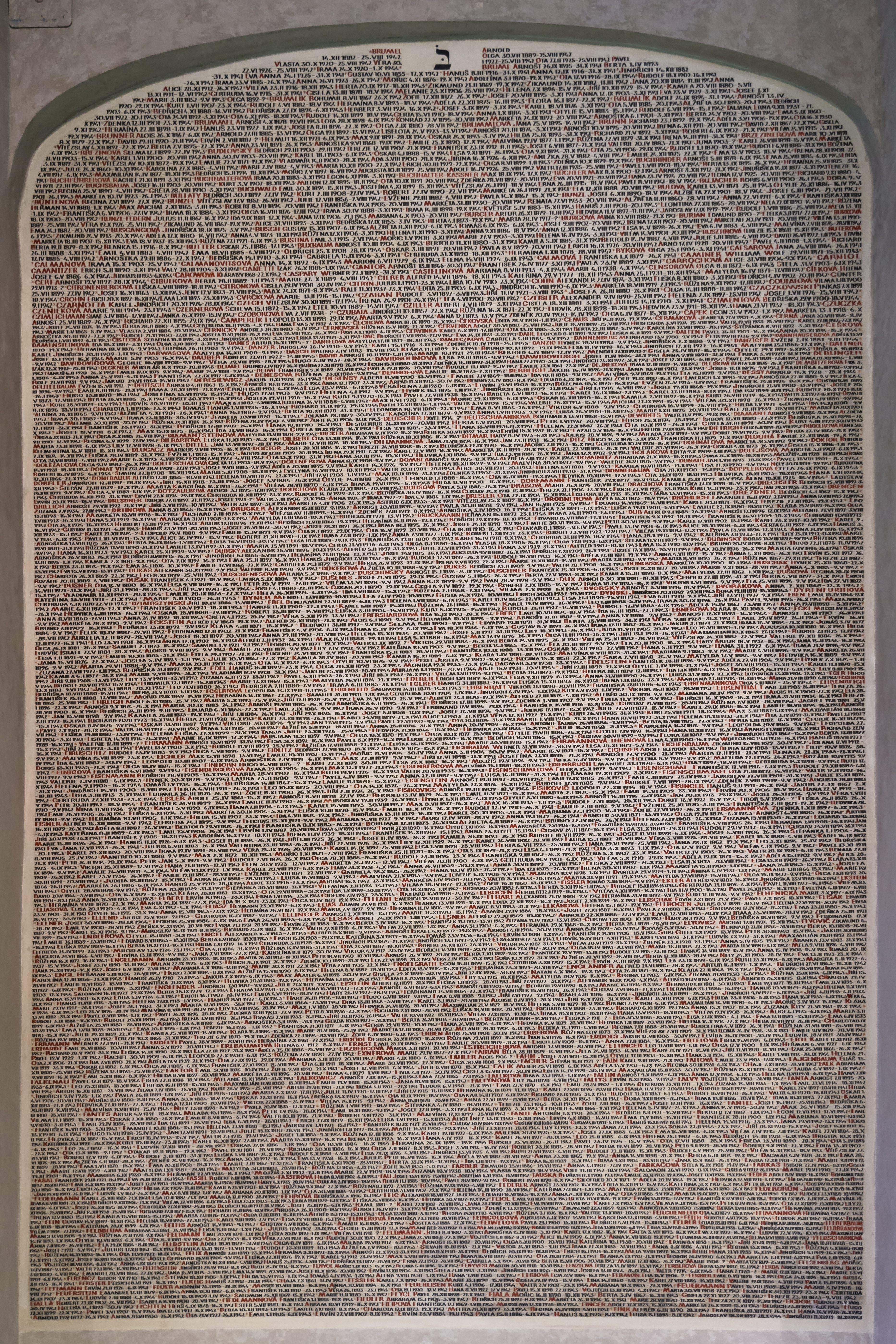
Denkmal an die Opfer der Schoah in der Pinkas-Synagoge

Die auf weniger als 1000 Mitglieder geschrumpfte jüdische Gemeinde fand nach Ende des Zweiten Weltkrieges ein noch vollständig erhaltenes Museum vor. Dieses bestand unter anderem aus einer Synagoge, acht Gemeindehäusern und 50 Warenlagern.
Im Jahre 1950 wurde das Museum der Stadt angeboten. Eine private Weiterführung war aufgrund der Überalterung der Gläubigen sowie der geringen Mitgliederzahl der jüdischen Gemeinde nicht mehr möglich. Hana Volavková wurde im Jahre 1950 die erste Leiterin des „Staatlichen Jüdischen Museums“. Die Unterstützung von staatlicher Seite war mangelhaft und die museale Arbeit ideologisch eingeschränkt. Trotzdem konnte 1965 die bis heute erscheinende Fachzeitschrift Judaica Bohemiae ins Leben gerufen werden. 1960 wurde in der Pinkas-Synagoge das Denkmal für die böhmischen und mährischen Opfer der Schoah eröffnet, das jedoch nur wenige Jahre öffentlich zugänglich war.
1994 wurde das Museum an die jüdische Gemeinde in Prag restituiert. Direktor war von 1994 bis 2023 Leo Pavlát. Als seine Nachfolgerin wurde am 20. Oktober 2022 Pavla Niklová berufen. Sie trat ihr Amt am 1. Juli 2023 an und hat es für fünf Jahre inne.

## Gegenwart

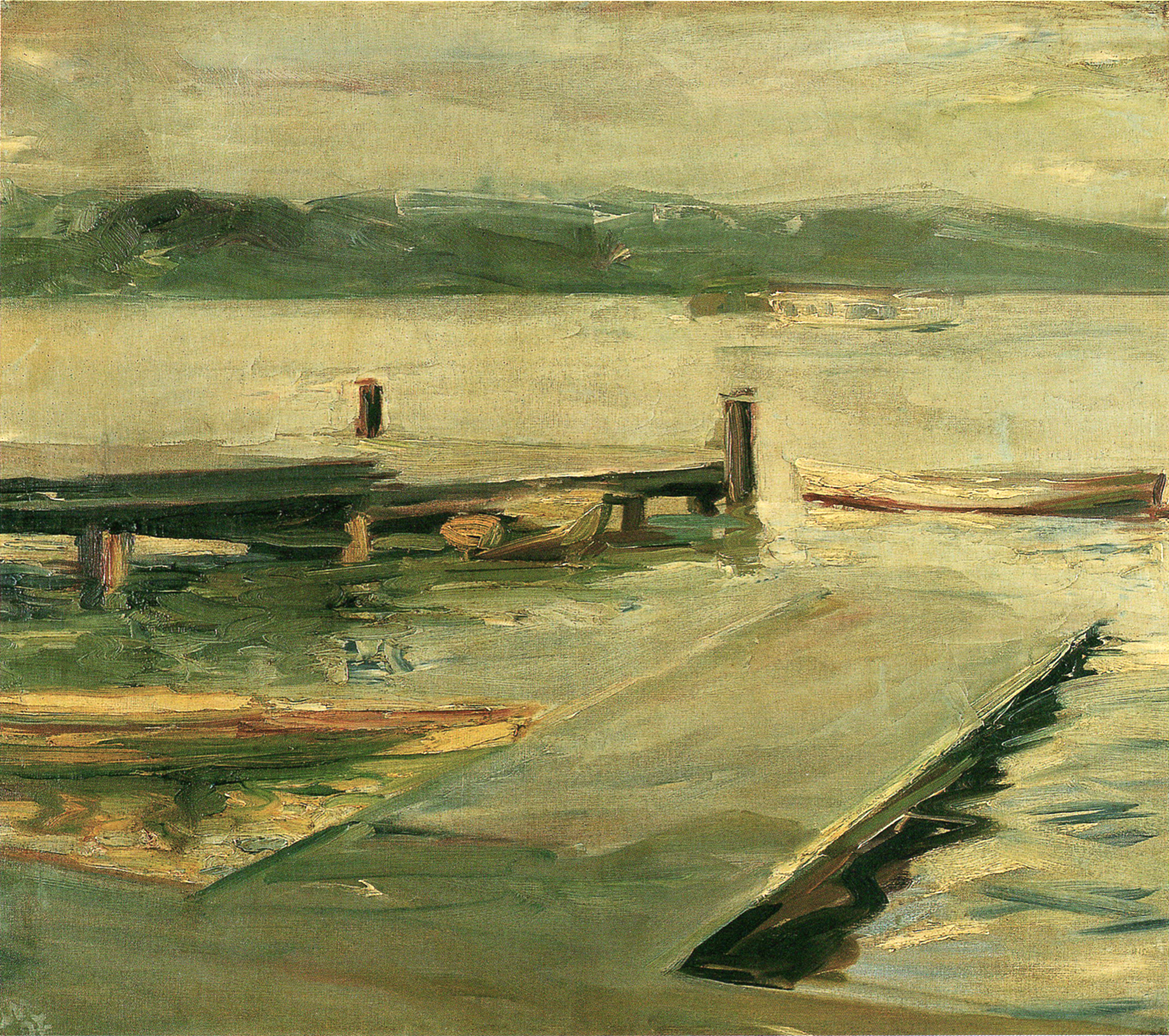
Přístavní můstek, Gemälde von Georges Kars

Heute präsentiert das Museum neben der klassischen Ausstellungsform mit Hilfe von elektronischen Medien das aktuelle jüdische Leben in der Tschechischen Republik. Zusätzliche Musikveranstaltungen locken jährlich etwa 500.000 Besucher in die Räume.
Seit einigen Jahren arbeitet das Jüdische Museum Prag an der Herausgabe einer Enzyklopädie der jüdischen Gemeinden in Böhmen und Mähren (Encyklopedie židovských obcí, sídlišť a památných míst na území ČR). Grundstock für diese Enzyklopädie sind die Sammlungen des ehemaligen Mitarbeiters des Museums Jiří Fiedler.
Bisher gibt es Artikel zu mehr als tausend Stichworten. Durch die Ermordung Jiří Fiedlers im Januar 2014 geriet die Arbeit an der Enzyklopädie ins Stocken.
Das jüdische Museum bemüht sich nun um eine Fortsetzung der Arbeit.
Das Museum besteht aus folgenden Objekten:
- Maisel-Synagoge
- Pinkas-Synagoge
- Spanische Synagoge
- Klausen-Synagoge
- Zeremonienhalle
- Alter Jüdischer Friedhof
- Robert-Guttmann-Galerie im ehemaligen jüdischen Krankenhaus
- Archiv in der Smíchover Synagoge